# Platinum Fashion Mall

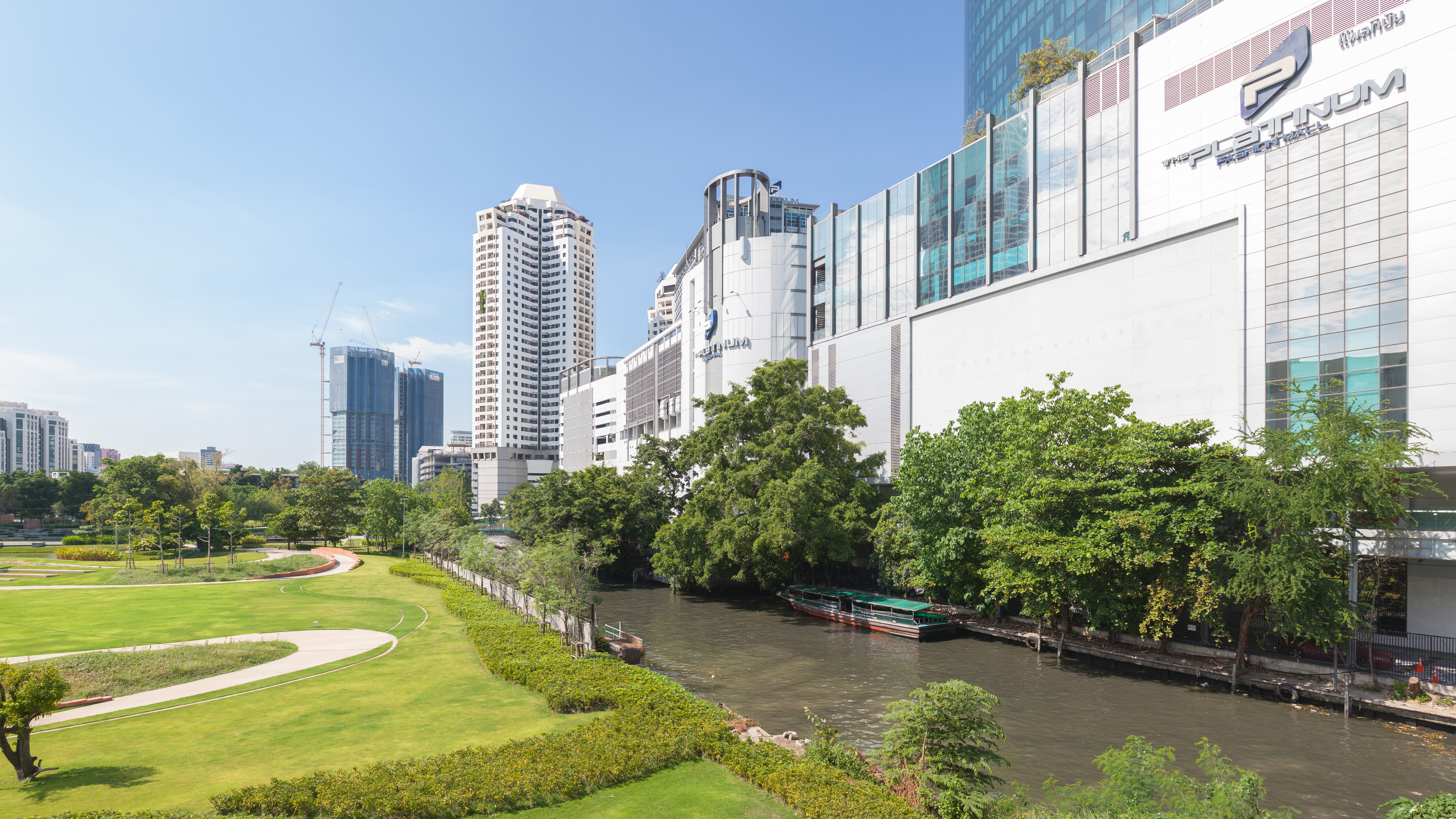
Bewerken van Platinum Fashion Mall

Platinum Fashion Mall is een winkelcentrum van 6 verdiepingen aan Thanon Petchaburi in het Ratchathewi district Bangkok, Thailand.
De Platinum Fashion Mall werd midden 2006 geopend. Boven het winkelcentrum staat een appartementengebouw van 11 verdiepingen.
Het is een winkelcentrum dat bekendstaat om de grote hoeveelheden kleding die er wordt verkocht. Het was oorspronkelijk de bedoeling dat de kledingverkopers van de tegenovergelegen Pratunam Markt zouden verhuizen naar dit winkelcentrum. 
Vlak bij het winkelcentrum ligt Pantip Plaza, aan de overkant het grote Pratunam Complex en achter het gebouw ligt Central World.

## Openingtijden
- 10.00 tot 22.00 uur